# Comité national républicain
Le Comité national républicain (en anglais : Republican National Committee) est un organisme politique américain chargé de diriger le Parti républicain au niveau national. Il est responsable du développement et de la promotion des idées républicaines, ainsi que de la coordination des collectes de fonds et des stratégies électorales. Le RNC est aussi responsable de l'organisation et de la gestion des Republican National Conventions (en), qui désignent le candidat officiel du parti pour les élections présidentielles. À quelques exceptions près, des comités du même type existent dans chaque État et dans la plupart des comtés des États-Unis.
L'homologue du RNC est le Comité national démocrate.
L'actuel président du RNC est Michael Whatley, élu le 8 mars 2024. La même année, Lara Trump est co-présidente.

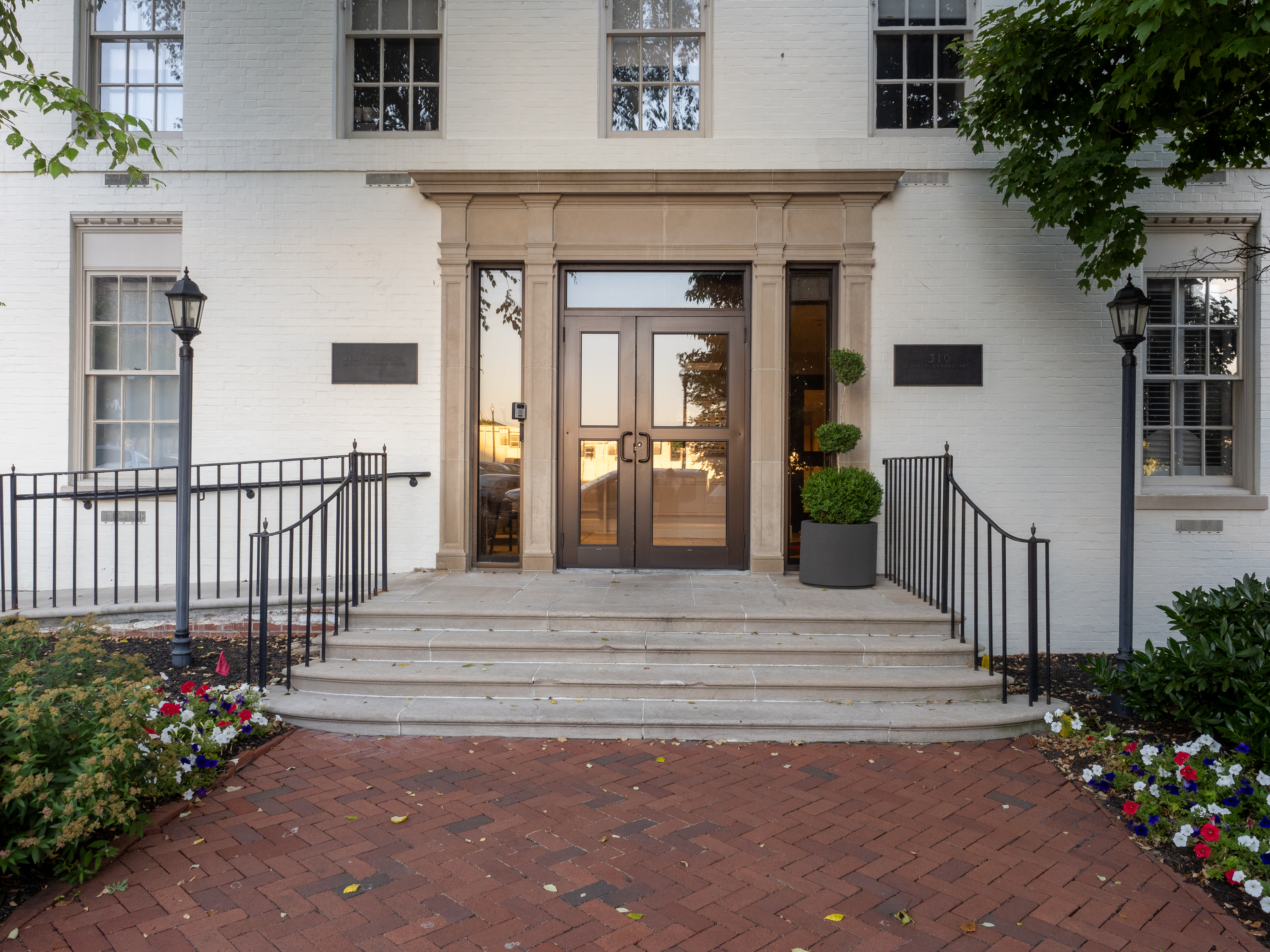
Entrée du siège du Comité national républicain à Washington, D. C..

## Liste des présidents
| Président                    | Période     | État             |
| ---------------------------- | ----------- | ---------------- |
| Edwin D. Morgan              | 1856-1864   | New York         |
| Henry Jarvis Raymond         | 1864-1866   | New York         |
| Marcus L. Ward               | 1866-1868   | New Jersey       |
| William Claflin              | 1868-1872   | Massachusetts    |
| Edwin D. Morgan              | 1872-1876   | New York         |
| Zachariah Chandler           | 1876-1879   | Michigan         |
| J. Donald Cameron            | 1879-1880   | Pennsylvanie     |
| Marshall Jewell              | 1880-1883   | Connecticut      |
| Dwight M. Sabin (en)         | 1883-1884   | Minnesota        |
| Benjamin Franklin Jones (en) | 1887-1888   | New Jersey       |
| Matthew Quay (en)            | 1888-1891   | Pennsylvanie     |
| James S. Clarkson (en)       | 1891-1892   | Iowa             |
| Thomas H. Carter (en)        | 1892-1896   | Montana          |
| Marcus Hanna                 | 1896-1904   | Ohio             |
| Henry C. Payne               | 1904        | Wisconsin        |
| George B. Cortelyou          | 1904-1907   | New York         |
| Harry Stewart New            | 1907-1908   | Indiana          |
| Frank H. Hitchcock           | 1908-1909   | Ohio             |
| John Fremont Hill (en)       | 1910-1912   | Maine            |
| Victor Rosewater (en)        | 1912        | Nebraska         |
| Charles D. Hilles (en)       | 1912-1916   | New York         |
| William Russell Willcox (en) | 1916-1918   | New York         |
| William Hays                 | 1918-1921   | Indiana          |
| John T. Adams (en)           | 1921-1924   | Iowa             |
| William M. Butler (en)       | 1924-1928   | Massachusetts    |
| Hubert Work                  | 1928-1929   | Colorado         |
| Claudius H. Huston (en)      | 1929-1930   | Tennessee        |
| Simeon D. Fess (en)          | 1931        | Ohio             |
| Everett Sanders (en)         | 1932-1934   | Indiana          |
| Henry P. Fletcher (en)       | 1934-1936   | Pennsylvanie     |
| John Hamilton (en)           | 1936-1937   | Kansas           |
| Joseph William Martin, Jr.   | 1940-1942   | Massachusetts    |
| Harrison E. Spangler (en)    | 1942-1944   | Iowa             |
| Herbert Brownell Junior      | 1944-1946   | New York         |
| B. Carroll Reece (en)        | 1946-1948   | Tennessee        |
| Hugh Scott (en)              | 1948-1949   | Pennsylvanie     |
| Guy Gabrielson (en)          | 1949-1952   | New Jersey       |
| Arthur Summerfield           | 1952-1953   | Michigan         |
| C. Wesley Roberts (en)       | 1953        | Kansas           |
| Leonard W. Hall              | 1953-1957   | New York         |
| Meade Alcorn (en)            | 1957-1959   | Connecticut      |
| Thruston Ballard Morton (en) | 1959-1961   | Kentucky         |
| William E. Miller            | 1961-1964   | New York         |
| Dean Burch (en)              | 1964-1965   | Arizona          |
| Ray C. Bliss (en)            | 1965-1969   | Ohio             |
| Rogers Morton                | 1969-1971   | Maryland         |
| Bob Dole                     | 1971-1973   | Kansas           |
| George Bush                  | 1973-1974   | Texas            |
| Mary Louise Smith            | 1974-1977   | Iowa             |
| William Brock                | 1977-1981   | Tennessee        |
| Richard Richards (en)        | 1981-1983   | Utah             |
| Frank Fahrenkopf (en)        | 1983-1989   | Nevada           |
| Lee Atwater                  | 1989-1991   | Caroline du Sud  |
| Clayton Yeutter              | 1991-1992   | Nebraska         |
| Richard Bond (en)            | 1992-1993   | Missouri         |
| Haley Barbour                | 1993-1997   | Mississippi      |
| Jim Nicholson                | 1997-2001   | Colorado         |
| James S. Gilmore III         | 2001-2002   | Virginie         |
| Marc Racicot                 | 2002-2003   | Montana          |
| Ed Gillespie                 | 2003-2005   | Virginie         |
| Ken Mehlman                  | 2005-2007   | Washington       |
| Mel Martínez                 | 2007        | Floride          |
| Mike Duncan                  | 2007-2009   | Kentucky         |
| Michael S. Steele            | 2009-2011   | Maryland         |
| Reince Priebus               | 2011-2017   | Wisconsin        |
| Ronna Romney McDaniel        | 2017-2024   | Michigan         |
| Michael Whatley              | depuis 2024 | Caroline du Nord |